# Sükösd
Sükösd is een plaats (nagyközség) en gemeente in het Hongaarse comitaat Bács-Kiskun. Sükösd telt 4101 inwoners (2005).